# نموذج الخوف التجنبي
نموذج الخوف التجنبي (الاسم العلمي: Fear-avoidance model) هو إطار نظري يفسّر تطوّر الألم المزمن في الجهاز العضلي الهيكلي. يُستخدم هذا النموذج كمرجعية في العديد من العلاجات النفسية، أبرزها العلاج المعرفي السلوكي (CBT) والتعرّض التدريجي للنشاطات الحركية . يسلّط النموذج الضوء على الدور المركزي الذي يلعبه الخوف من الألم في التأثير على السلوك النفسي-البدني للفرد؛ حيث قد يؤدي هذا الخوف إلى تجنّب الأنشطة الجسدية، الأمر الذي يُسهم في تفاقم الحالة وتحويل الألم الحاد إلى ألم مزمن.
تم تطوير النموذج في ثمانينيات القرن العشرين على يد ليثم وزملائه، ثم جرى توسيعه في تسعينيات القرن نفسه وبداية الألفية الثالثة من قِبل فلايين ولينتون. يقدّم النموذج منظورًا لفهم العوامل النفسية التي تُفسّر لماذا يتعافى بعض الأفراد من الألم الحاد بسرعة، بينما يعاني آخرون من تطوّر مضاعفات مزمنة مثل الإعاقة الجسدية والاكتئاب والانخفاض الملحوظ في القدرة الوظيفية.
وفقًا لهذا النموذج، عندما يُفسَّر الألم على أنه تهديد خطير، تنشأ استجابات معرفية وعاطفية سلبية تتمثّل في أفكار كارثية ومشاعر خوف، ما يدفع الفرد إلى تجنّب الحركة أو المجهود البدني. هذا السلوك التجنّبي يُسهم بدوره في الدخول في دائرة مفرغة تؤدي إلى تدهور الحالة البدنية والنفسية، وتعزيز ما يُعرف بحلقة الألم المزمن. وقد حظي هذا النموذج بدعم واسع من الأبحاث العلمية، لا سيما تلك التي ركّزت على أثر الخوف والمعتقدات السلبية على تجربة الألم، والتي أظهرت في كثير من الحالات أن الأبعاد النفسية قد تكون أكثر تأثيرًا من الأضرار الجسدية نفسها.

## التطوّر التاريخي للنموذج
تم تطوير نموذج الخوف-التجنّبي لأول مرة في ثمانينيات القرن العشرين على يد ليثم وزملائه، ثم تم تطويره وتوسيعه في تسعينيات القرن ذاته وبداية الألفية الثالثة من قِبل فلايين ولينتون. في البداية، استُخدم النموذج لتفسير تطوّر الألم المزمن في منطقة أسفل الظهر عقب الإصابات الحادّة، إلا أنه لاحقًا طُبّق على نطاق أوسع من اضطرابات الألم المزمن، لا سيما في المجالات العظمية والعصبية. يعتمد النموذج على المنظور البيولوجي-النفسي-الاجتماعي، إذ يأخذ في الاعتبار التفاعل بين العوامل الجسدية والنفسية والسلوكية في تفسير تطوّر الألم واستمراريته.

## المبادئ وتفسير النموذج
يقترح نموذج الخوف-التجنّبي مسارين رئيسيين للاستجابة للألم الحاد:
- المسار التكيّفي: يُفسَّر فيه الألم على أنه عارض مؤقت وغير خطير، مما يدفع الفرد إلى مواصلة أنشطته اليومية بشكل طبيعي، وهو ما يسهّل عادةً عملية الشفاء.[4]
- مسار الخوف-التجنّبي: يُفسَّر فيه الألم كتهديد جسيم، مما يؤدي إلى ظهور استجابة خوف شديدة يتبعها سلوك تجنّبي، وهو ما يُسهم في تثبيت الألم وتحويله إلى حالة مزمنة.[3][4]

يُعد التفسير الذاتي للفرد بشأن الألم عاملًا حاسمًا في تحديد ما إذا كانت استجابته ستكون تكيفيّة أم تجنّبيّة.

## مراحل النموذج
1.   ألم حاد: الشعور الأولي بالألم بعد حدوث الإصابة (مرحلة الألم الحاد القصير المدى).
2.   تفسير كارثي للألم: إدراك الألم على أنه إشارة لتهديد خطير، مما يولّد أفكارًا كارثية حول الألم.
3.   الخوف من الألم: تطوّر مشاعر القلق والحذر المفرط والخوف من الحركة (كينيسيوفوبيا) كنتيجة للتفسير الكارثي.
4.   تجنّب النشاط: امتناع الفرد عن الحركة أو الأنشطة اليومية خشية تفاقم الألم، الأمر الذي يؤدي إلى انخفاض في مستوى النشاط البدني.
5.   عواقب سلبية: تراجع القدرة الوظيفية، وزيادة شدة الألم، وتطوّر مشاعر الاكتئاب، وتدهور جودة الحياة كنتيجة لاستمرار الدورة التجنّبية.

## أدوات التقييم والقياس
توجد عدة أدوات سريرية تُستخدم لتقييم مستوى الخوف والتجنّب المرتبط بالألم لدى المرضى، من أبرزها:
- استبيان معتقدات الخوف-التجنّبي (FABQ): يقيّم مدى اعتقاد المريض بأن الأنشطة الجسدية أو العمل قد يفاقم الألم لديه.[7]
- مقياس تامبا للخوف من الحركة (TSK): يُستخدم لقياس درجة الخوف من الحركة أو إعادة الإصابة لدى المرضى.[2]
- مقياس أعراض القلق المرتبط بالألم (PASS): يركّزعلى القياس الكمي للجوانب العاطفية والسلوكية المرتبطة بالقلق الناجم عن الألم.[8]

تُستخدم هذه الأدوات بشكل شائع لتحديد المرضى المعرّضين لخطر تطوير الألم المزمن بسبب أنماط التفكير التجنّبية.

## الاستخدامات السريرية
استُخدم نموذج الخوف-التجنّبي كأساس لتطوير مجموعة من التدخلات النفسية التي تهدف إلى كسر حلقة الخوف والتجنّب وتحسين التكيّف مع الألم المزمن. من أبرز هذه التدخلات:[4]
- العلاج المعرفي السلوكي (CBT): يهدف إلى تعديل الأفكار والمعتقدات السلبية حول الألم، وتدريب المرضى على استراتيجيات سلوكية فعّالة للتعامل معه.[3][4]
- التعرّض التدريجي للحركة (Graded Exposure): يعتمد على تعريض المريض بشكل متدرّج للأنشطة التي يخشاها، بهدف تقليل استجابة الخوف المرتبطة بتلك الأنشطة وتعويد الجهاز العصبي عليها.[4]
- العلاج بالقبول والالتزام (ACT): يعزّز قدرة الفرد على تقبّل الألم بدلًا من مقاومته، مع توجيه انتباهه نحو السلوكيات المتماشية مع قيمه الشخصية بالرغم من الألم.

في السنوات الأخيرة، ظهرت تدخلات نفسية حديثة تُعد امتدادًا لهذا النموذج، وتستهدف بشكل خاص التفاعل العصبي-النفسي مع الألم المزمن. من أبرزها:
- علاج إعادة معالجة الألم (PRT): يركّز على "إعادة تدريب الدماغ" لفهم إشارات الألم المزمن على أنها غير خطيرة. أظهرت دراسة حديثة أن 66% من المرضى أصبحوا خالين من الألم أو يعانون من ألم طفيف بعد تلقي هذا العلاج.[9]
- برنامج تقليل إشارات الخطر الشخصية (PDSR): يستهدف تقليل استجابات التوتر الناجمة عن إدراك الألم كخطر داخلي، وذلك عبر تقنيات معرفية وتنظيمية. أظهر البرنامج نتائج واعدة في تخفيف شدة الألم وتحسين جودة الحياة.[9]
- علاج التوعية والتعبير العاطفي (EAET): يركّز على معالجة الصراعات العاطفية الكامنة وتشجيع التعبير العاطفي الصحي، وقد أثبت فعاليته خاصة لدى المرضى ذوي الخلفيات النفسية المعقّدة.[10]

تشير هذه التطورات إلى توسيع إطار نموذج الخوف-التجنّبي من التركيز على السلوك التجنّبي وحده إلى مقاربة أعمق تشمل الإدراك العصبي والعاطفة والمرونة النفسية، مما يفتح آفاقًا علاجية أكثر تكاملًا في مجال علاج الألم المزمن.

## النقد الموجّه للنموذج
رغم شيوع استخدامه، وُجّهت بعض الانتقادات إلى نموذج الخوف-التجنّبي. أشار باحثون إلى أن النموذج يُفرط في التركيز على الخوف كمسبّب رئيسي لتطوّر الألم المزمن، دون مراعاة كافية لعوامل أخرى مثل الأمل والدافعية والمرونة النفسية والدعم الاجتماعي. كما لُوحِظ أن النموذج لا يناسب جميع الحالات السريرية، إذ إن بعض المرضى لا يُظهرون أنماط الخوف أو التجنّب على الإطلاق.